# Psednos barnardi
Psednos barnardi är en fiskart som beskrevs av Chernova 2001. Psednos barnardi ingår i släktet Psednos och familjen Liparidae. Inga underarter finns listade i Catalogue of Life.